# Hubert Gough
Hubert de la Poer Gough (ur. 12 sierpnia 1870 w Londynie, zm. 18 marca 1963 tamże) – brytyjski generał, uczestnik II wojny burskiej i I wojny światowej.
Pochodził z rodziny o tradycjach wojskowych. W szeregi armii wstąpił w 1889 roku, był oficerem kawalerii. Służył w Indiach, gdzie szybko awansował. Mając 24 lat, był najmłodszym wiekiem kapitanem w ówczesnych wojskach brytyjskich. Walczył ze zmiennym szczęściem w II wojnie burskiej, po której jego kariera dalej rozwijała się pomyślnie. Wykładał w Staff College w Camberley (1904–1906), następnie objął dowództwo 16. pułku lansjerów, a w 1911 roku osiągnął stopień generała brygady, stając się w ten sposób najmłodszym generałem w brytyjskich szeregach. Stacjonując w Irlandii, w 1914 roku odmówił wykonania rozkazów, w myśl których jego brygada miała wkroczyć do Ulsteru w celu ewentualnej pacyfikacji wystąpienia tamtejszych lojalistów, sprzeciwiających się autonomii wyspy. Pociągnął za sobą liczną grupę oficerów (tzw. incydent w Curragh), w efekcie czego rząd zrezygnował z planowanej operacji.
W trakcie I wojny światowej walczył w szeregach Brytyjskich Sił Ekspedycyjnych (BEF) we Francji. Szybko awansował – w sierpniu 1914 roku dowodził brygadą kawalerii, od września dywizją, natomiast w lipcu 1915 roku objął dowództwo I Korpusu Armijnego. W maju 1916 roku stanął na czele Armii Rezerwowej (5. Armii), stając się najmłodszym dowódcą armii w siłach brytyjskich. Tak efektowny przebieg kariery zawdzięczał poparciu gen. Douglasa Haiga, dowódcy BEF. Jednak jego dowodzenie stało się przedmiotem kontrowersji, tym bardziej że nie udało mu się odnieść spektakularnych sukcesów podczas bitwy nad Sommą (1916), zaś na odcinku w bitwie pod Arras (1917), za który odpowiadał, poniósł porażkę. Zupełnym fiaskiem zakończyła się prowadzona przez niego ofensywa w trakcie bitwy pod Passchendaele (lipiec/sierpień 1917), po której reputacja Gougha spadła wyjątkowo nisko, zarówno wśród władz i korpusu oficerskiego, jak też szeregowych żołnierzy. W marcu 1918 roku jego 5. Armii uległa ofensywie niemieckiej w trakcie operacji Michael i została zmuszona do odwrotu. Jakkolwiek Gough nie był wyłącznie odpowiedziany za przełamanie frontu i zręcznie wycofywał swoje jednostki, uniemożliwiając ich całkowite rozbicie, to został pozbawiony dowództwa.
Służbę czynną zakończył w 1922 roku. W ciągu następnych lat zajmował się polityką, rolnictwem i biznesem, jak również starał się oczyścić swoją reputację, pisząc i wydając prace na temat działań 5. Armii. Podczas II wojny światowej służył w Home Guard. W 1954 roku wydał swoje wspomnienia.
W historiografii I wojny światowej Gough pozostaje jednym z najbardziej kontrowersyjnych brytyjskich generałów. Szczególnie krytycznie ocenia się jego dowodzenie podczas bitwy pod Passchendaele.

## Życiorys

### Pochodzenie i młodość
Sir Hubert de la Poer Gough urodził się 12 sierpnia 1870 roku w Londynie, był drugim synem sir Charlesa Gougha i Harriette Anastasii de la Poer. Pochodził z rodziny o wojskowych tradycjach, jego ojciec był generałem, odznaczonym Krzyżem Wiktorii, ponadto kawalerem Orderu Łaźni. Kariera wojskowa stała się także udziałem jego młodszego brata, Johna.
Dzieciństwo spędził w Irlandii, dokąd rodzice wyjechali niedługo po jego narodzinach. Wychowywał się na terenach wiejskich, na pograniczu hrabstw Waterford i Tipperary, z wyjątkiem czasu, gdy w związku ze służbą ojca w 5. pułku kawalerii z Bengalu (5th Bengal Cavalry), rodzina przebywała w Indiach. Poczucie silnego związku z Irlandią, ze względu na powiązania rodzinne i wychowanie, zachował do końca życia.
Wykształcenie uzyskał w Eton, a następnie w Royal Military College w Sandhurst, wojskowej szkole średniej, do której wstąpił w lutym 1888 roku.

### Kariera wojskowa

#### Początki i II wojna burska

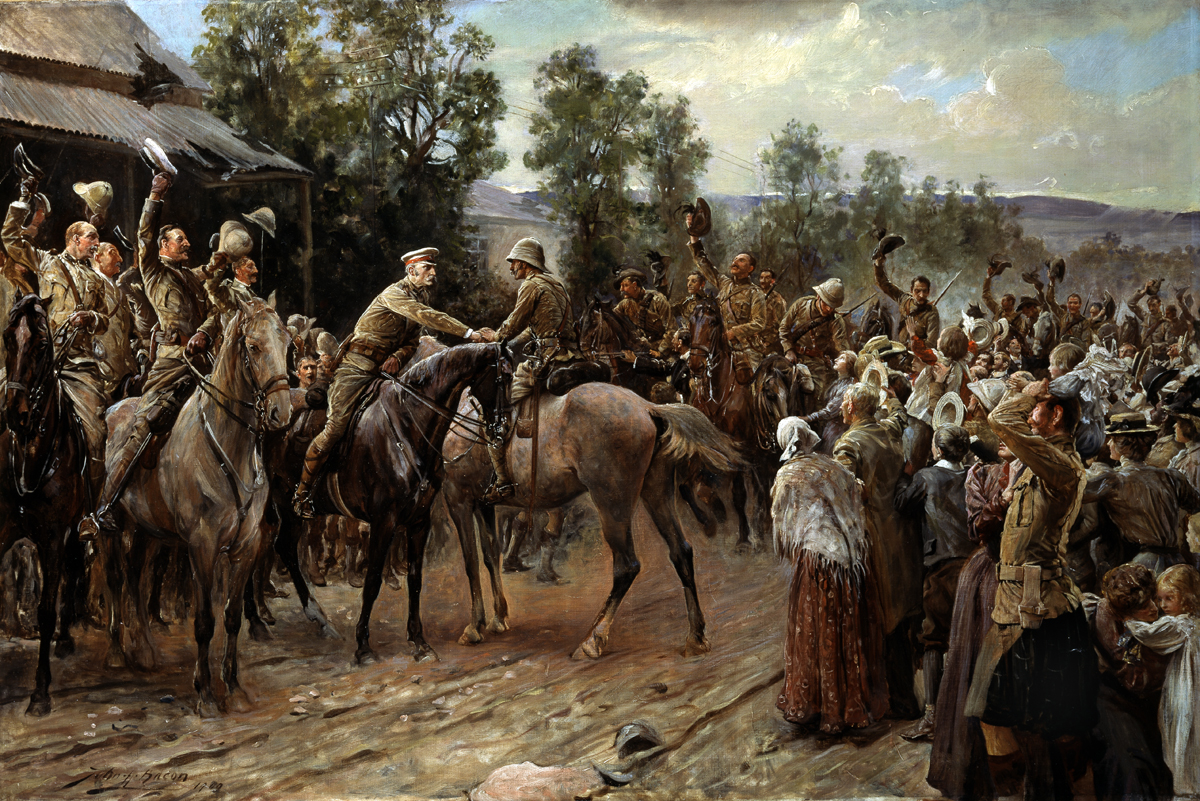
John Henry Frederick Bacon, Odsiecz Ladysmith (1900). Na płótnie przedstawiono moment powitania majora Huberta Gougha przez sir George’a White’a

Po ukończeniu szkoły w Sandhurst 5 marca 1889 roku otrzymał patent oficerski, a następnie wstąpił do armii i trafił do 16. pułku lansjerów (16th Lancers). W szeregach tej jednostki służył w Indiach na północno-zachodnim pograniczu. Awansowano go na kapitana z dniem 22 grudnia 1894 roku, gdy miał zaledwie 24 lat, co uczyniło go najmłodszym oficerem tego stopnia w ówczesnej armii brytyjskiej. Wziął udział w ekspedycji Tirah (Tirah expedition, 1897–1898). Po krótkiej służbie liniowej podjął naukę w Staff College w Camberley.
Gdy rozpoczęła się II wojna burska został wysłany do Afryki wraz z 16. pułkiem lansjerów. W trakcie walk dowodził pułkiem konnej piechoty. Wyróżnił się podczas odsieczy Ladysmith – do którego wkroczył jako pierwszy z żołnierzy brytyjskich, którzy przerwali oblężenie miasta przez Burów – jak również w trakcie działań antypartyzanckich. Jednak 18 września 1901 roku poniósł klęskę: nad Krwawą Rzeką (Blood River) jego oddział został prawie całkiem wybity, gdy bez właściwego rozpoznania zaatakował liczniejsze siły przeciwnika. Nie wpłynęło to negatywnie na jego dalszą karierę, zaś udział w wojnie burskiej Gough zakończył dwa miesiące później, ciężko ranny w trakcie potyczki.

#### Awanse i incydent w Curragh
W 1902 roku został wyróżniony awansem na brevet podpułkownika, następnie służył jako major brygady w 1. Brygadzie Kawalerii (24 września 1902–28 stycznia 1904). 1 stycznia 1904 roku skierowany do Staff College, wykładał tam przez trzy lata. W trakcie tej służby otrzymał awans na brevet pułkownika (11 czerwca 1906), a następnie rzeczywistego podpułkownika (18 lipca 1906). 19 grudnia 1906 roku opuścił uczelnię i objął dowodzenie nad 16. pułkiem lansjerów. 1 stycznia 1911 roku awansowany na generała brygady, stanął na czele 3. Brygady Kawalerii, która stacjonowała w irlandzkim Curragh, głównej bazie armii brytyjskiej w Irlandii. Miał wówczas 40 lat i był najmłodszym generałem w armii.
Sytuacja w ówczesnej Irlandii była napięta, co wiązało się z podjęciem przez rząd Herberta Asquita próby wprowadzenia autonomii dla wyspy (1912). Gwałtownie sprzeciwiali się temu protestanccy mieszkańcy Ulsteru, którzy utworzyli paramilitarne Ulster Volunteer Force (Ulsterskie Siły Ochotnicze), zapowiadając walkę o utrzymanie unii z Wielką Brytanią w niezmienionym kształcie. Władze w Londynie zaczęły rozważać użycie wojska, by zapobiec ewentualnym powstaniu. Na konieczność dokonania demonstracji siły nalegał szczególnie Winston Churchill, pierwszy lord admiralicji. Gabinet przychylił się do jego zdania i nakazał gen. Arthurowi Pagetowi, głównodowodzącemu całością sił brytyjskich w Irlandii, by przygotował obronę składów wojskowych i wysłał część oddziałów do Ulsteru. Ustalono też, że związani z tym regionem oficerowie nieoficjalnie nie będą musieli uczestniczyć w tej akcji.
20 marca 1914 roku, podczas jednego ze spotkań dotyczących przebiegu planowanej operacji, wypowiedzi Pageta zostały źle przyjęte przez część zgromadzonych oficerów. Wśród nich znalazł się Gough, który nie pochodził z Ulsteru i w związku z tym nie mógł liczyć na zwolnienie z udziału w działaniach, które budziły jego niechęć. Wieczorem tego samego dnia w bazie w Curragh, po rozmowach z oficerami swojej brygady, otwarcie sprzeciwił się całej operacji, oświadczając, że woli raczej wystąpić z armii niż podjąć walkę przeciw ulsterskim lojalistom. W ślad za Goughiem podobne deklaracje złożyło 3 pułkowników i 55 innych oficerów z 3. Brygady Kawalerii.
Wydarzenie to, określone mianem incydentu w Curragh, postawiło brytyjskie dowództwo i rząd w trudnej sytuacji. Obawiano się rozprzestrzenienia fermentu i wybuchu otwartego buntu w armii. Gougha, wraz z kilkoma podkomendnymi, wezwano do Londynu. Rozmowy z nimi podjęli minister wojny John Seely, marszałek polny John French, szef Imperialnego Sztabu Generalnego i gen. Henry Wilson, dyrektor Wydziału Operacyjnego War Office. Pragnąc załagodzić sytuację, po burzliwych dyskusjach, Seely spełnił żądania Gougha i przekazał mu pisemne zapewnienie, w myśl którego armia nie zostanie użyta do narzucenia Ulsterowi home rule.
Nie zakończyło to jednak sprawy, bowiem niedługo potem premier odrzucił złożoną przez Seelya obietnicę. W efekcie tego do dymisji podali się zarówno minister, jak i French. Ostatecznie wydarzenia te przekreśliły plany wysłania wojska do Ulsteru. Gough zdobył rozgłos i co więcej, cały incydent nie odbił się negatywnie na jego karierze. Jak sam przyznawał w prywatnych rozmowach, jego postępowanie wynikało nie tyle z poparcia dla lojalistów z Ulsteru, co z niezadowolenia, które wywołały w nim działania War Office i samego Pageta.

#### I wojna światowa

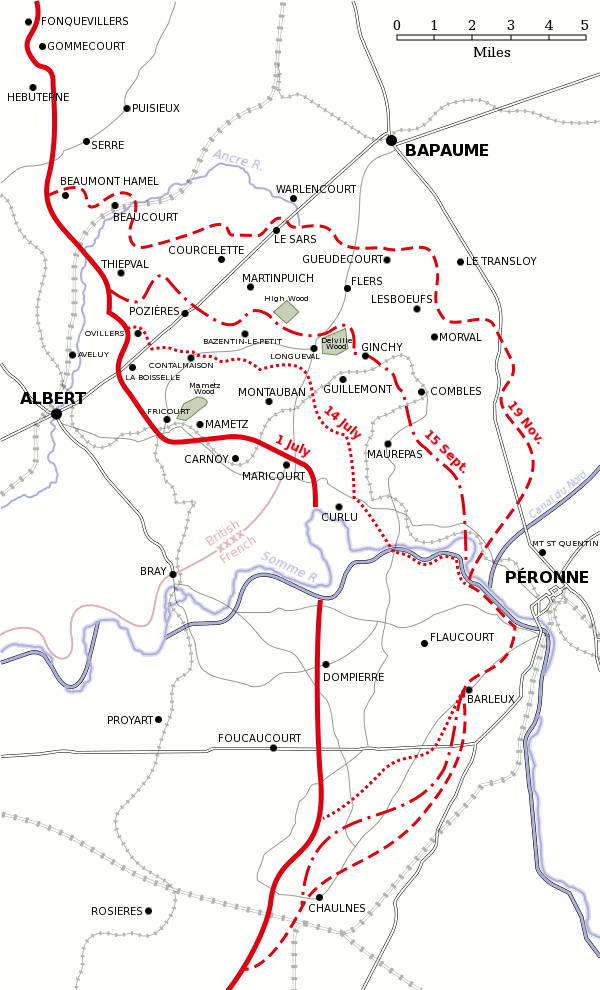
Zasięg zdobyczy terenowych wojsk Ententy podczas bitwy nad Sommą

##### Walki w 1914 roku
Po wybuchu wojny Gough na czele 3. Brygady Kawalerii znalazł się w szeregach Brytyjskich Sił Ekspedycyjnych (British Expeditionary Force, BEF), które przerzucono do Francji. Uczestniczył w walkach odwrotowych po bitwie pod Mons. W trakcie sierpniowych działań, wykorzystując nieprecyzyjne rozkazy swojego bezpośredniego przełożonego gen. Edmunda Allenby’ego, odłączył się spod jego dowództwa i przyłączył do I Korpusu Armijnego gen. Douglasa Haiga. Walczył następnie w I bitwie nad Marną i I bitwie nad Aisne. We wrześniu stanął na czele 2. Dywizji Kawalerii, awansowany na stopień generała majora. W październiku Gough, wraz z całością BEF, został przerzucony do Flandrii, gdzie walczył w I bitwie pod Ypres. Jego dywizja wchodziła w skład Korpusu Kawalerii gen. Allenby’ego i do początku listopada broniła pozycji w rejonie miejscowości Messines i Wytschaete, zanim została zluzowana przez oddziały francuskie.

##### Droga do dowódcy armii

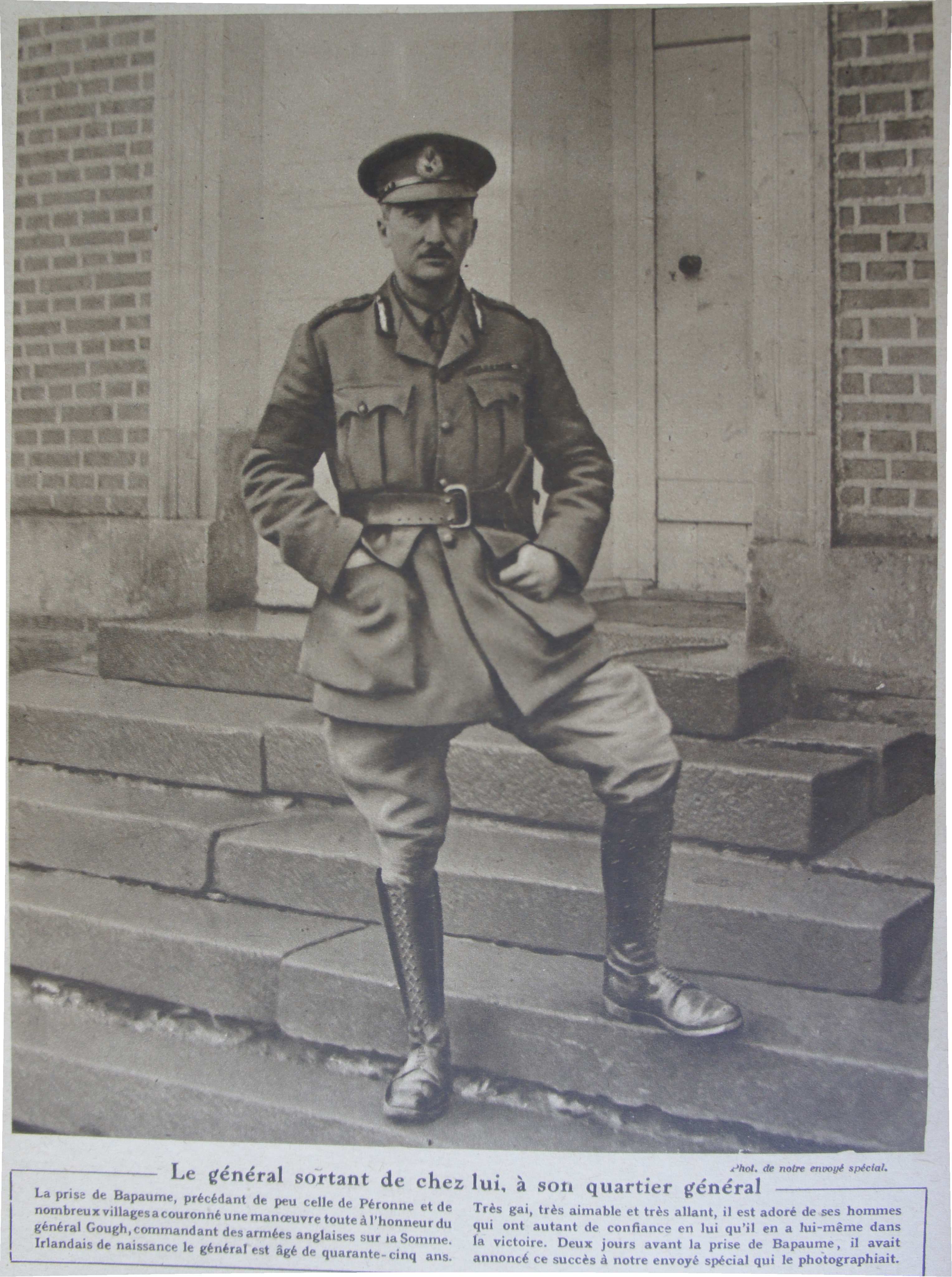
Gough w 1917 roku

Dalsza kariera Gougha w trakcie działań wojennych przebiegała bardzo szybko. Przyczyniło się do tego faworyzowanie go przez Haiga, odgrywającego coraz większą rolę w BEF, który widział w nim pokrewną „kawaleryjską duszę” i agresywnie myślącego dowódcę, mogącego dokonać upragnionego przełamania frontu. W kwietniu 1915 roku Gough został przeniesiony na stanowisko dowódcy 7. Dywizji Piechoty. Nie pełnił go długo, już w lipcu tego samego roku awansowany na generała porucznika, stanął na czele I Korpusu. Dowodził nim w bitwie pod Loos, która zakończyła się brytyjską porażką. Już w marcu 1916 roku powierzono mu dowodzenie Korpusem Rezerwowym, który 23 maja przekształcono w Armię Rezerwową. W ten sposób Gough, mając zaledwie 43 lata, stał się najmłodszym dowódcą armii w szeregach BEF.

##### Somma
Wedle planów brytyjskiego dowództwa dotyczących bitwy nad Sommą Armia Rezerwowa miała zostać użyta do wykorzystania wyłomów w niemieckich liniach dokonanych przez 4. Armię, której jednak 1 lipca nie udało się zrealizować tego zadania. W związku z tym Haig wieczorem tego samego dnia podjął decyzję, by Gough przejął dowodzenie nad połową północnego odcinka frontu i w skład jego armii włączył walczące tam korpusy.
W ciągu dalszych zmagań nad Sommą siły Gougha podjęły serię uderzeń, by zająć drugą linię umocnień niemieckich w rejonie grzbietu Pozières, co miało podważyć pozycje przeciwnika na grzbiecie Thiepval. Walki były ciężkie – atak 3 lipca na La Boisselle przyniósł nieznaczne zdobycze terenowe, zaś między 4 a 9 lipca wskutek niemieckich kontrataków utracono część pozycji zdobytych w pierwszym dniu bitwy w rejonie Thiepval i Saint Pierre-Divion. W kolejnych dniach (15–20 lipca) Armia Rezerwowa prowadziła działania nękające na mniejszą skalę, by utrudnić Niemcom przerzucanie sił na inne odcinki, w ich trakcie udało się zdobyć Ovillers. Pod koniec miesiąca Gough skierował do natarcia na Pozières jednostki z I Korpusu Australijsko-Nowozelandzkiego (ANZAC), które zdobyły wieś 23 lipca, lecz ważne wzgórza położone na północ od niej, opanowały dopiero 4 sierpnia.
Sierpień na odcinku Armii Rezerwowej przyniósł długotrwałe i bezowocne walki o folwark Mouquet, zaś na początku września przeprowadzono silne uderzenie, w efekcie którego zajęto wieś Saint Pierre-Divion oraz okopy prowadzące do ważnej niemieckiej reduty Feste Schwaben. Posunięto się także w górę rzeki Ancre i przybliżono do miejscowości Beaumont-Hamel. Jednocześnie znów fiaskiem zakończyły się kolejne próby zdobycia Mouquet.
Do połowy września siły Gougha toczyły lokalne starcia, a jedyne większe operacje przeprowadzał Korpus Kanadyjski, który zastąpił I ANZAC. W generalnej ofensywie z 15 września Kanadyjczycy, ze wsparciem czołgów, zdołali odnieść pewien sukces i opanować część wyznaczonych celów, zdobywając Courcelette. Jednak toczone w następnych dniach walki przebiegały ze zmiennym szczęściem. Ostatecznie po intensywnym przygotowaniu artyleryjskim zdobyto Mouquet, Thiepval i część Feste Schwaben (26–27 września). Na początku października Armii Rezerwowej wyznaczono za zadanie osłonę flanki 4. Armii. Rozpoczęto też długotrwałe walki o okop Regina Trench, bezskutecznie szturmowany 1, 8 i 21 tego miesiąca. Część działań Gougha miała charakter pozorowany, w celu odwrócenia uwagi Niemców. Oprócz tego odniesiono kilka sukcesów – całkowite opanowanie Feste Staufen i Feste Schwaben (9 i 14 października) oraz grzbietu Thiepval (21 października).
1 listopada Armia Rezerwowa została przemianowana na 5. Armię. Dziesięć dni później Kanadyjczykom udało się wreszcie zdobyć Regina Trench. 13 listopada 5. Armia przeprowadziła silne uderzenie po obu stronach rzeki Ancre, na północ od Thiepval, zdobywając Beaumont-Hamel i Beaucourt. Mniej pomyślnie przebiegały walki następnego dnia, podobnie jak natarcie 18 tego miesiąca, w trudnych warunkach pogodowych. Jak się okazało, była to ostatnia brytyjska ofensywa podczas zmagań nad Sommą.

##### Arras

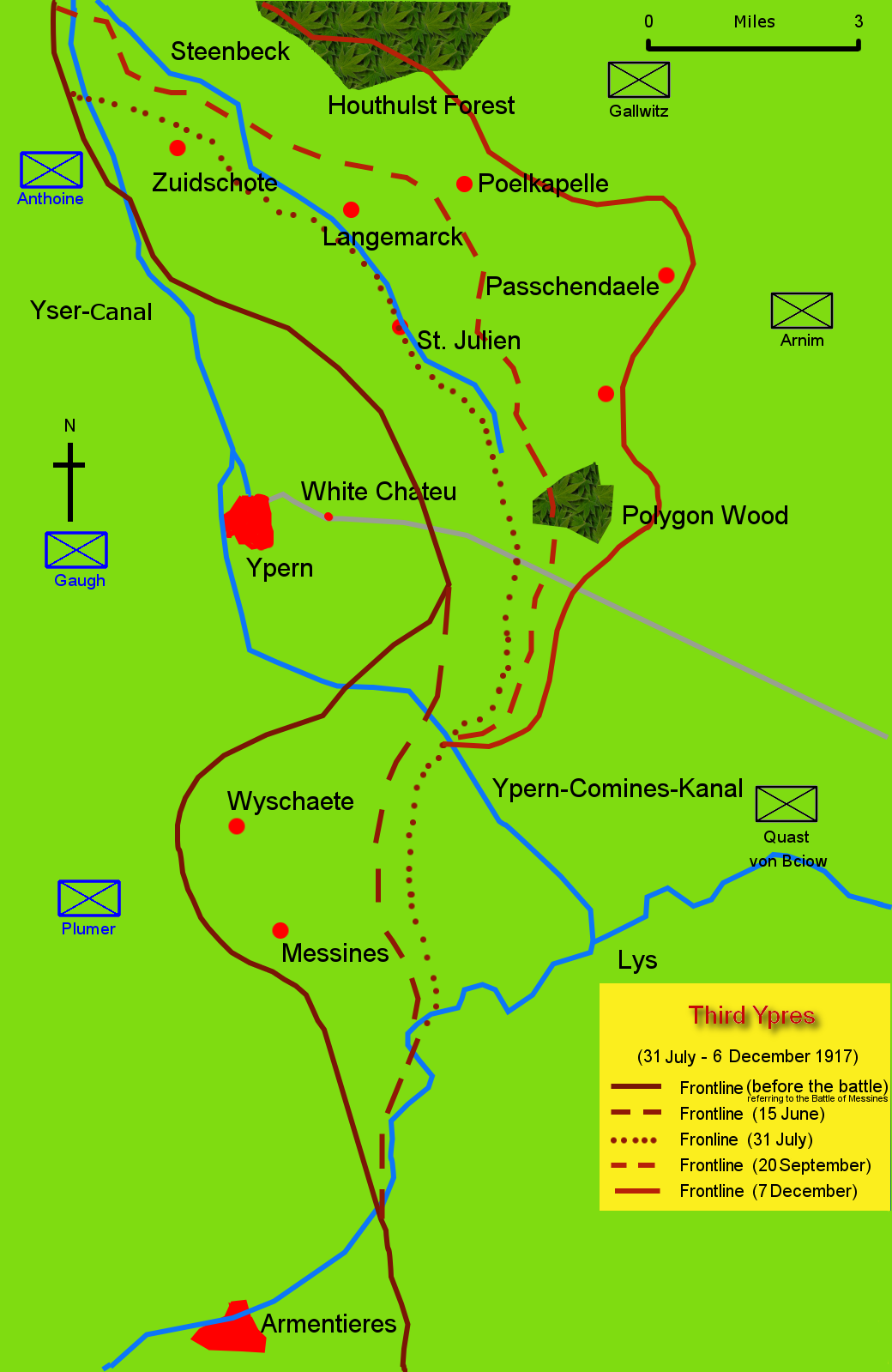
Bitwa pod Passchendaele, zasięg kolejnych brytyjskich ofensyw

Wiosną 1917 roku 5. Armia wzięła udział w bitwie pod Arras, która była brytyjskim elementem francuskiej ofensywy Nivelle’a. Siły Gougha przeprowadzały atak o ograniczonej skali w rejonie Bullecourt (11 kwietnia), który zakończył się jednak fiaskiem. Dowódca armii źle ocenił sytuację i wyraził zgodę na przeprowadzenie słabo przygotowanego ataku. Co więcej, przychylił się do wysuniętego ad hoc pomysłu wysłania bez wsparcia ogniowego tuzina czołgów, z zadaniem przerwania linii drutów kolczastych z zaskoczenia. W trakcie walki okazało się, że maszyny nie zdołały dotrzeć do wyznaczonych pozycji, więc 4. Dywizja Piechoty z I ANZAC musiała uderzać bez ich wsparcia. Żołnierze dotarli do drugiej linii niemieckiej obrony, lecz zostali odrzuceni, bowiem nie otrzymali wsparcia ognia artylerii, wskutek przekazania do dowództwa meldunków błędnie przedstawiających sytuację.

##### Passchendaele
Mimo to Haig wciąż ufał Goughowi. Podczas spotkania w Bavincourt 30 kwietnia 1917 roku oznajmił mu, że widzi go w roli dowódcy ofensywy w ramach „Operacji Północnej” we Flandrii, w rejonie Ypres, która miała zakończyć się przełamaniem frontu i zajęciem belgijskiego wybrzeża z ważnymi portami, Ostendą oraz Zeebrugge. Ostatecznie dowodzenie na tym odcinku zostało mu przekazane po zakończonej pomyślnie bitwie o Messines i Wytschaete, gdzie 2. Armia gen. Herberta Plumera odniosła spory, jak na realia wojny pozycyjnej, sukces. Haig uważał jednak że dowódca ten jest zbyt ostrożny i powolny, by przeprowadzić główne natarcie, preferowana przez niego metodyczna taktyka bite and hold („ugryź i utrzymaj”) nie przemawiała do głównodowodzącego BEF. W efekcie tego 30 maja 1917 roku Gough zdał dotychczas zajmowany sektor frontu w rejonie Cambrai i przeniósł się ze sztabem do belgijskiej Flandrii, w okolice miasta Poperinghe. W ciągu następnych dwóch miesięcy jego 5. Armia została znacznie powiększona, a Gough i jego sztab opracowali plan ataku, modyfikując założenia Haiga, co jak się okazało, miało duży wpływ na jego wynik.

Zmiany przebiegu linii frontu podczas niemieckiej operacji Michael

Ostatecznie ofensywa, która otwarła III bitwie pod Ypres, znaną także jako bitwa pod Passchendaele, rozpoczęła się 31 lipca. Mimo optymizmu Gougha po pierwszym dniu operacji, w ciągu kolejnych tygodni brytyjskie natarcie utknęło, także wskutek załamania pogody. Próby opanowania (10 sierpnia i między 16 a 24 sierpnia) kluczowych niemieckich pozycji obronnych ma płaskowyżu Gheluvelt spełzły na niczym, przynosząc wielkie straty, sytuacja na innych odcinkach frontu układała się podobnie, mimo pewnych sukcesów, jak zdobycie Langemarck. Dowódca 5. Armii zawiódł Haiga, który 22 sierpnia podjął decyzję o przekazaniu dowodzenia Plumerowi z zadaniem zdobycia Gheluvelt i grzbietu Passchendaele. Głównodowodzący BEF wciąż jednak pokładał spore nadzieje w Goughu, planując, że po opanowaniu tych punktów, to jego ulubieniec poprowadzi dalszą ofensywę w głąb Belgii.
W ciągu kolejnych dni Gough kontynuował kolejne drobne natarcia, podczas gdy Plumer przygotowywał się do swojej ofensywy. Od momentu kiedy ta ruszyła 20 września, 5. Armia i jej dowódca odgrywali pomocniczą rolę. Kolejne natarcia (20 i 26 września, 4 października) na jej odcinku na ogół przebiegały jednak pomyślnie, lecz część zakończyła się połowicznym sukcesem (9 i 22 października). Z upływem czasu Gough tracił przekonanie co kontynuowania operacji. 12 października namawiał Plumera do odłożenia ataku na Passchendaele, jednak bezskutecznie, a samo natarcie zakończyło się kompletnym fiaskiem. Kiedy do ostatniej serii szturmów, które miały przynieść zdobycie grzbietu, przystąpił Korpus Kanadyjski, siły Gougha zaś kontynuowały ataki na swoim odcinku, lecz jedynie w celu związania nieprzyjaciela i odwrócenia jego uwagi od działań Kanadyjczyków. Natarcia te przyniosły niewielkie zyski terenowe, wiązały się natomiast ze sporymi stratami. Ostatecznie Passchendaele zostało zdobyte dopiero 6 listopada, a cała bitwa wygasła 20 tego miesiąca.

##### Kryzys wiosny 1918 roku
Po bitwie Passchendaele pozycja Gougha bardzo osłabła. Szefem sztabu 5. Armii przestał być jego przyjaciel, generał major Neill Malcolm, do dymisji doszło pod wpływem nalegań Haiga. Obsada tego stanowiska zmieniała się zresztą kilkukrotnie, po tym jak kandydat Gougha został odrzucony, co uświadomiło mu jak bardzo nisko oceniano go za dotychczasowe działania. Wczesnym marcem 1918 roku ówczesny minister wojny napisał do głównodowodzącego BEF, że ani rząd, ani 5. Armia nie mają zaufania do sir Huberta i jego sztabu.
Na przełomie 1917 i 1918 roku Haig zdecydował, że Gough i podległe mu jednostki zajmą pozycje na wysuniętym najbardziej na południe sektorze BEF, rozciągającym się pomiędzy okolicami Péronne a rejonem Noyon, na styku armii brytyjskiej i francuskiej. Liczył, że na tym odcinku osłabiona 5. Armia nie będzie zagrożona bezpośrednim atakiem, którego spodziewał się we Flandrii.
Paradoksalnie, gdy 21 marca 1918 roku wojska niemieckie rozpoczęły operację Michael, to właśnie siły Gougha znalazły się na głównej osi ich natarcia – na pozycje brytyjskie uderzyły 43 dywizje z 2. i 18. Armii. Ostrzał tyłów przez artylerię przeciwnika skutecznie utrudnił komunikację, zaś zastosowanie na szeroką skalę gazów bojowych zneutralizowało baterie brytyjskich dział. Atakowi niemieckich oddziałów szturmowych sprzyjała też mgła. W efekcie tego, jak i słabości pozycji obronnych 5. Armii, jej front pękł, w rejonie Saint-Quentin, jak również na skrzydłach. Jednostki brytyjskie, mocno osłabione po Ypres, poniosły ciężkie straty.
Następnego dnia Gough rozpoczął odwrót, cały czas tocząc walki z napierającymi Niemcami i starając się utrzymać kontakt z 3. Armią gen. Juliana Bynga. W ciągu następnych dni, kiedy zmagania przesunęły się nad Sommę, współpracując z oddziałami francuski, podejmował próby kontrataków, lecz bez powodzenia. Na skrzydłach 5. Armii pojawiały się niebezpieczne luki, siły brytyjskie były dalej spychane przez Niemców, którzy 24 marca przełamali linie obronne nad Sommą, choć ciężkie walki spowalniały ich tempo. W nocy z 25 na 26 marca, przygotowując się na gorszy obrót wydarzeń, Gough nakazał obsadzić i umocnić linię obronną w pobliżu Amiens. W Wielkiej Brytanii cały ten odwrót uznano za znaczącą porażkę, a winą obciążono dowódcę 5. Armii. W obliczu silnych nacisków ze strony rządu, Haig 27 marca pozbawił go stanowiska. Następnego dnia Gough zdał dowództwo gen. Henry’emu Rawlisonowi, po czym został odesłany do kraju. Na jego odwołanie szczególnie mocno naciskał premier David Lloyd George, który proponował także, by przeprowadzono śledztwo w sprawie działań 5. Armii, do czego jednak nigdy nie doszło.

#### Schyłek służby
W 1919 roku Gough stanął na czele misji alianckiej w państwach bałtyckich, funkcję tę pełnił jednak krótko. Podczas irlandzkiej wojny o niepodległość, w lutym 1921 roku, opublikował artykuł w Review of Reviews, krytykujący postępowanie brytyjskich żołnierzy i funkcjonariuszy Royal Irish Constabulary, dopuszczających się samowolnych aktów przemocy, na które nie reagowało dowództwo, pozostawiając ich sprawców bezkarnymi. W 1922 roku, w stopniu pełnego generała, przeszedł na emeryturę.

### Kontrowersje wokół dowodzenia
Gough stał się jednym z najbardziej kontrowersyjnych dowódców brytyjskich doby I wojny światowej, zwykle dość negatywnie ocenianym przez historyków, tym bardziej że jego służba w roli dowódcy armii była pełna porażek – niezbyt udane działania nad Sommą, porażka pod Bullencourt, fiasko ofensywy pod Ypres, przełamanie frontu 5. Armii przez Niemców w marcu 1918 roku. Szybka kariera tego oficera bywa określana mianem przedwczesnej. Zarzucano mu zbyt agresywne ataki bez odpowiedniego przygotowania artyleryjskiego, podejmowane ponadto na wąskim froncie, co powiększało straty w nacierających oddziałach. Wśród innych mankamentów dowodzenia Gougha wskazuje się także nie przywiązywanie wystarczającej wagi do szczegółowego planowania operacji i niskie cenienie pracy sztabowej, a przez to powtarzające się niedociągnięcia w kolejnych ofensywach. Formułowano jednak także przychylne mu opinie, Basil Liddell Hart uważał, że to warunki wojny pozycyjnej uniemożliwiały dynamiczne działania, które Gough preferował.
Nad Sommą odegrał pomocniczą rolę, działania jego armii bywają określane jako niezdarne. Za fiasko realizacji niektórych ataków w czasie tej bitwy obwiniał podległe sobie jednostki – żołnierzy z ANZAC, którym nie udało się opanować wyznaczonych celów w rejonie Thiepval i folwarku Mouquet, posądził o niskie morale, jak również brak dyscypliny i motywacji. Podobnie krytyczną ocenę wystawił kanadyjskiej 3. Dywizji Piechoty 8 października.

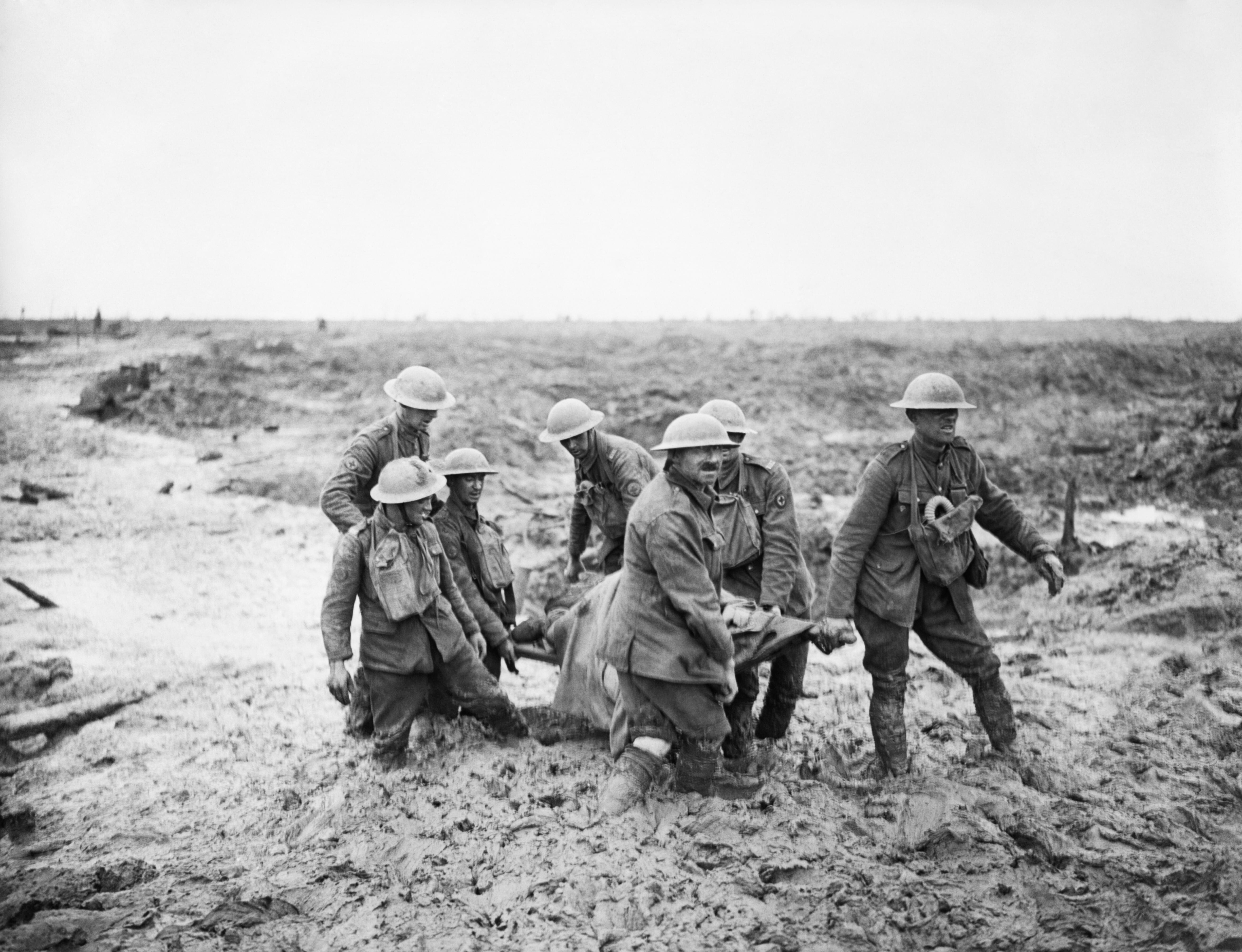
„Zdjęcie-ikona kampanii we Flandrii” – transport rannego żołnierza BEF 1 sierpnia 1917 roku w okolicach Boesinghe podczas bitwy pod Passchendaele

Gough, określany przez swoim podkomendnych przezwiskiem Goughie, nie był przez nich lubiany. Jego sarkazm, cięty język i zarozumialstwo zrażało wielu. Niechęć wynikała także z wysokich strat podczas nieudanych operacji – Gough szczególnie krytyczną ocenę wśród żołnierzy australijskich zyskał po natarciu na Fromelles (19/20 lipca 1916) podczas bitwy nad Sommą, zaś po Bullecourt (1917) zaczął być traktowany przez nich jak „wróg numer jeden” w brytyjskich szeregach, darzony wręcz nienawiścią.
Na złe relacje w 5. Armii duży wpływ miał także dokonany przez niego wybór gen. Neilla Malcolma na szefa sztabu. Oficer ten, budzący wielką krytykę, źle kierował pracę sztabu, co prowadziło do napięć w kontaktach Gougha z dowódcami podporządkowanych mu korpusów i dywizji. Krytycy sir Huberta zwracają uwagę także na jego brak zrozumienia dla potrzeb zwykłych żołnierzy, ewidentnie widoczny podczas bitwy pod Passchendaele. W jej trakcie Gough, skupiony na innych obowiązkach, nie wizytował oddziałów na pierwszej linii, miał niewielkie pojęcie o wyjątkowo trudnych warunkach na polu walki i bezpośrednim zapleczu. Podobnie nikłą wiedzę na ten temat mieli jego sztabowcy, którzy pod kierunkiem Malcolma w sposób mało sprawny organizowali zaopatrzenie dla walczących jednostek. Symptomatyczną była sytuacja z końca sierpnia 1917 roku, kiedy to żołnierzom 16. i 36. Dywizji Piechoty, po ciężkich walkach w rejonie Langemarck, nie zapewniono żadnych środków transportu po wycofaniu z pierwszej linii. Dowódca 5. Armii w swoich raportach na tyle ostro skrytykował postawę obu tych dywizji, że nie spodobało się to Haigowi, który podejrzewał, iż były to zarzuty motywowane politycznie. Reputacja Gougha w trakcie zmagań pod Ypres spadła bardzo mocno. We wrześniu oddziały I ANZAC z zadowoleniem przyjęły przejście spod jego komendy pod dowództwo Plumera. Z kolei w październiku Haig, kierując Korpus Kanadyjski do bitwy, pod wpływem sugestii swego szefa sztabu gen. Launcelota Kiggela, zmienił jego podporządkowanie z 5. na 2. Armię Plumera, biorąc pod uwagę niechęć jaką wśród dowódców korpusów, jak i dywizjonerów, budziła służba pod dowództwem Gougha.

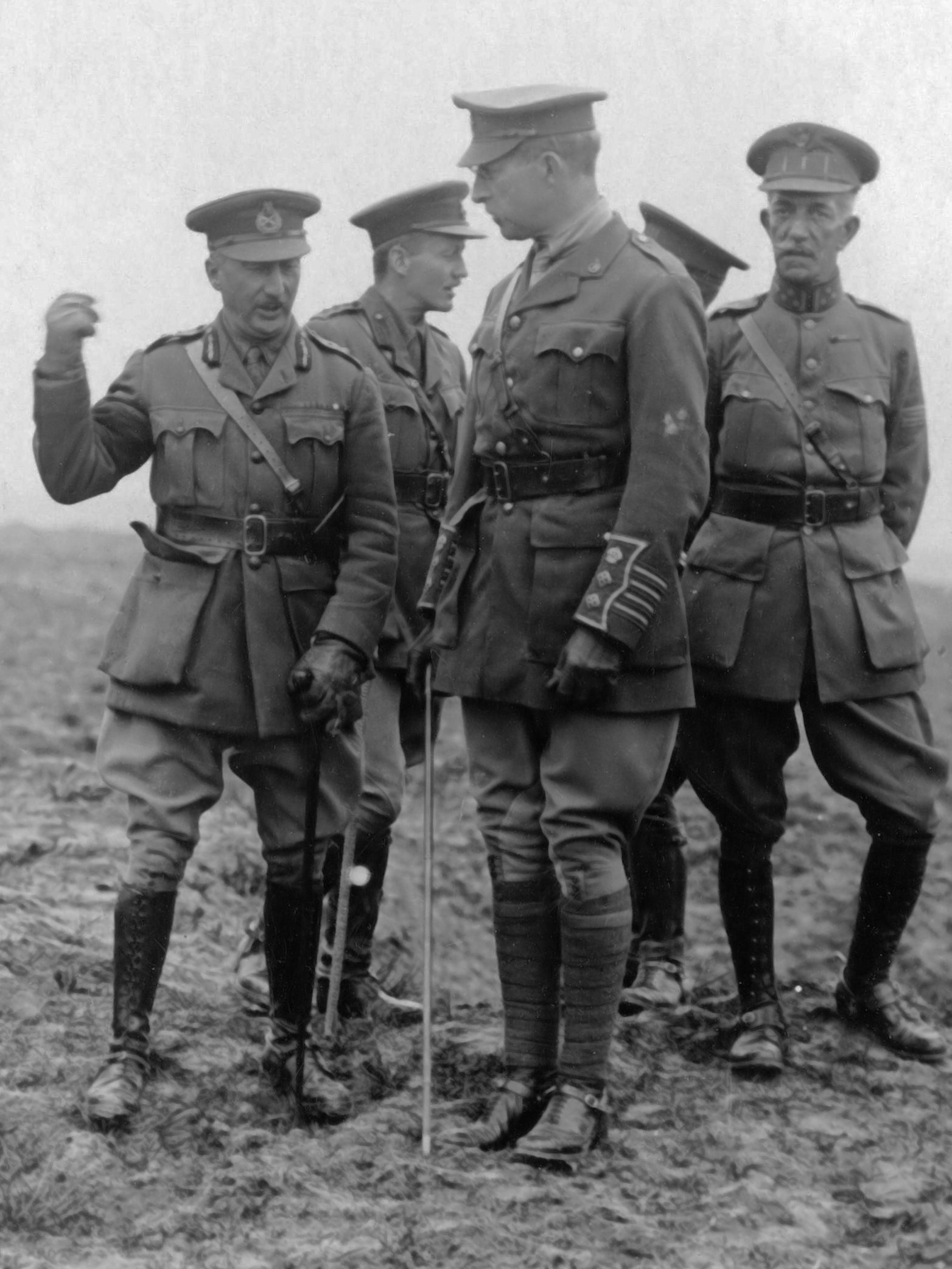
Gough (pierwszy z lewej) i Albert I, król Belgów, podczas inspekcji na froncie

Oceniając w innych aspektach bitwę pod Passchendaele wskazuje się na to, że wybranie przez Haiga właśnie Gougha do kierowania ofensywą było niewłaściwym ruchem, choćby dlatego że opóźniło jej przeprowadzenie. Zarówno dowódca 5. Armii, jak i szef jego sztabu, popełnili liczne błędy. Jednym z istotniejszych niedociągnięć, które wpłynęły na fiasko kampanii był brak właściwego zrozumienia między Goughiem a głównodowodzącym – sir Hubert wprowadził znaczne modyfikacje do planu ofensywy, które niesłusznie uznał za zgodne z intencjami swojego przełożonego. Współwinnym tego miał być Haig, który zdaniem części historyków, nie wytłumaczył w pełni czy też wystarczająco jasno, jakie cele mu przyświecały przed rozpoczęciem III bitwy pod Ypres – dlatego też Gough miał odnieść mylne wrażenie, że ofensywa ma mieć charakter gwałtownego przełamania, podczas gdy mogło chodzić jedynie o osłabienie linii przeciwnika lub też o ofensywę prowadzoną stopniowo, poprzez serię ograniczonych natarć. Wśród innych mankamentów dowódcy 5. Armii wymienia się słabą znajomość topografii Flandrii, zlekceważenie ostrzeżeń o niemieckim systemie głębokiej obrony oraz nie wyciągnięcie właściwych wniosków z bitew pod Arras i Messines.
Planując operację, Gough odrzucił pomysł wcześniejszego ataku w celu opanowania zachodniej części kluczowego płaskowyżu Gheluvelt, uznając, że wpłynie to niekorzystnie na linie jego wojsk, tworząc dodatkowy nawis na południowym skrzydle, niewygodny do obrony. Zdecydował się na uderzenie na całej linii frontu, dopiero po skompletowaniu całości sił, po sześciu tygodniach, co dało Niemcom czas na przygotowanie się do obrony. Termin ten nie został i tak dotrzymany, bo dwukrotnie przesuwano dzień rozpoczęcia ofensywy, ze względu na opóźnienia w transporcie ciężkiej artylerii i niekorzystną pogodę, która utrudniała zrealizowanie przygotowania artyleryjskiego. Odrzucenie tego wcześniejszego ataku można jednak tłumaczyć pamięcią dowódcy 5. Armii o skutkach przyjęcia przez niego pomysłu natarcia czołgów pod Bullencourt.
Najistotniejszą zmianą w planie bitwy za którą stał Gough było pogłębienie linii docelowej, jaką miały osiągnąć nacierające oddziały już pierwszego dnia ofensywy. Szybsze tempo i dotarcie jak najdalej na samym początku bitwy miało pozwolić na dokonanie decydującego szturmu na grzbiet Passchendaele–Staden już po 3–4 dniach od początku operacji, by w ten sposób otworzyć drogę do marszu na północny wschód, w kierunku wybrzeża i belgijskich portów. Ta koncepcja wzbudziła zastrzeżenia, najmocniej wyraził je gen. John Davidson z Oddziału Operacyjnego Kwatery Głównej BEF, ostrzegając przed zbyt ambitnym wytyczaniem zadań na pierwszy dzień. Gough uznał jednak, że nie można zmarnować wszelkich korzyści jakie dawał początek natarcia, zresztą jego zdanie podzielali dowódcy korpusów, wchodzących w skład 5. Armii. Ostatecznie Haig zaakceptował plan sir Huberta, zwracając przy tym uwagę na wielką wagę płaskowyżu Gheluvelt, którego opanowania zabezpieczało południową flankę i umożliwiało prowadzenie dalszej ofensywy. Najwyraźniej jednak dowódca 5. Armii nie zwrócił wystarczającej uwagi na te sugestie i do zajęcia płaskowyżu przeznaczył zbyt małe siły. Być może Haig w niewystarczający sposób położył nacisk na znaczenie tego miejsca lub też nie potrafił zdecydowanie określić celu dla swego podkomendnego – opanowanie wzniesień na północny wschód od Ypres czy wybrzeża. Możliwe, że Gough, wyobrażając sobie ofensywę jako jedno, przełamujące uderzenie, zbyt dużą uwagę poświęcał dalekim celom, jak belgijskie porty, niż innym miejscom wskazywanym przez Haiga.
W efekcie tego atak z 31 lipca, jakkolwiek przyniósł pewne sukcesy, nie doprowadził do opanowania kluczowego płaskowyżu Gheluvelt. Natarcie na to miejsce podjęte 2 sierpnia zakończyło się fiaskiem, podobnie jak kolejne ataki, podejmowane także na innych kierunkach. Co więcej, część zdobytego terenu została utracona wskutek ataków niemieckich. Chęć dotarcia jak najdalej pierwszego dnia doprowadziła do dezorganizacji w nacierających brytyjskich oddziałach i częste wyjście poza zasięg własnej artylerii, co ułatwiło Niemcom kontratakowanie. Wskazuje się też na to, że dowódca 5. Armii w trakcie walk o płaskowyż nie potrafił dokonać odpowiedniej koncentracji sił i środków na tym odcinku.
Odpowiedzialność Gougha za kryzys w marcu 1918 roku nie jest tak jednoznaczna. Mając najmniejszą ze wszystkich armii BEF, otrzymał najdłuższy odcinek frontu do utrzymania (42 mile, czyli około 67,5 kilometra) i częściowo najnowszy, bo wcześniej zajmowany przez jednostki francuskie, które zostawiły po sobie pozycje obronne często w szczątkowej formie. Jakkolwiek wskazuje się, że sir Hubert nie przygotował się właściwie do obrony, to jego zadanie było wyjątkowo niewdzięczne. Odpowiednie umocnienie zajmowanych pozycji okazało się niemożliwe, ze względu na trudne warunki atmosferyczne w styczniu 1918 roku, zbyt małą liczbę przydzielonych robotników i brak czasu. W efekcie tego w głównej strefie bojowej brakowało ziemianek, a w rejonie między Saint-Quentin a rzeką Oise umocnienia były niekompletne, zaś strefa tyłowa pozycji 5. Armii składała się z pojedynczych okopów. Gough zgłaszał możliwość zagrożenia niemieckim atakiem na swoim odcinku od końca stycznia, jednak nie przyniosło to poprawy sytuacji. Dopiero w lutym, ze względu na słabość swoich sił, uzyskał zgodę w przypadku ofensywy wroga na wykonanie odwrotu w rejon Péronne, gdzie z opóźnieniem pracowano nad wzniesieniem umocnień. Co prawda 5. Armia miała na swoich tyłach więcej miejsca do cofania się i manewrowania niż pozostałe siły BEF, pozostaje jednak kwestią dyskusyjną, czy powinna być pozostawiona na tym odcinku tak słabą.
Przygotowując plany obrony Gough pragnął zachować większą liczbę dywizji w rezerwie, by móc nimi kontratakować, jednak Kwatera Główna BEF nie chciała na to przystać, ostatecznie zgadzając się, by trzy zostały przeznaczone do takiego użycia. Jednak dwie spośród nich nakazano dowódcy 5. Armii ulokować daleko od linii frontu, a jego prośby, by mógł je przesunąć bliżej (ostatnią wystosował 19 marca), odrzucano. Ponadto, jak się okazało brytyjska próba skopiowania niemieckiego systemu obrony elastycznej nie była udana, wielu spośród podkomendnych Gougha nie zrozumiało w pełni jej zasad, przez co strefa wysunięta, która przyjmowała na siebie pierwszy ciężar uderzenia była zbyt gęsto obsadzona żołnierzami.
W obliczu niemieckiej ofensywy 21 marca dowódca 5. Armii zakładał, że jego siły zdołają opóźnić napór przeciwnika, aż do przybycie posiłków, jednocześnie nie ulegając całkowitemu zniszczeniu. Starał się łatać niebezpieczne luki rezerwami, a gdy front pękł, zaczął się cofać 22 marca, zwracając uwagę na utrzymanie kontaktu pomiędzy podległymi sobie korpusami a pozostałymi armiami, walczącymi na jego skrzydłach. Pewne zamieszanie w odwrocie tego dnia było wynikiem przedwczesnego cofnięcia się XVIII Korpusu gen. Ivory’ego Maxse’a. Przełamanie jakie nastąpiło wzdłuż Sommy 24 marca i dalszy odwrót, który pociągnął za sobą także 3. Armię, wynikał z braku rezerw i posiłków. W ciągu tego tygodnia, do odwołania ze stanowiska, Gough, cały czas tocząc walki z napierającymi Niemcami zręcznie wycofywał swoje siły, które choć pokonane, nie zostały całkowicie rozbite. Jego dymisja wzbudziła kontrowersje i nie tylko on uznawał ją za decyzję niesprawiedliwą. Jakkolwiek wobec Gougha historycy formułują wiele zarzutów, to w przypadku wydarzeń z marca 1918 roku był raczej kozłem ofiarnym niż rzeczywistym winowajcą kryzysu, w takich okolicznościach jakich się znalazł niewiele więcej mógł zrobić. Haig przyznał to sam później, wyjaśniając, że do wyboru kogo poświęcić miał tylko dowódcę 5. Armii lub siebie samego.

### Poza armią
Gough jeszcze w 1922 roku podjął próbę zaangażowania się w działalność polityczną. Z ramienia Partii Liberalnej kandydował w wyborach do Izby Gmin, lecz rywalizację o mandat z Chertsey (hrabstwo Surrey) przegrał. Po okresie parania się rolnictwem, przeszedł do biznesu i zajmował stanowiska kierownicze w kilku firmach, między innymi w Siemens Brothers oraz Caxton Electric Development. Wiele podróżował po Imperium Brytyjskim, na trasie wyjazdów znalazły się chociażby Kenia, Uganda, Rodezja i Palestyna.
Wciąż wierny zainteresowaniom wojskowym i zarazem rozgoryczony odsunięciem od dowodzenia w 1918 roku, podejmował starania, by odbudować swoją reputację. Opublikował prace The Fifth Army (1931) i The March retreat (1934), które miały pewien wpływ na zmianę oceny jego działań. Za wyraz przynajmniej częściowego sukcesu Gougha uznaje się nadanie mu Krzyża Wielkiego Orderu Łaźni w 1937 roku.
Pozostając na emeryturze wojskowej, Gough w latach 1936–1943 był pułkownikiem regimentu kawalerii 16th/5th Lancers. Podczas II wojny światowej, mimo zaawansowanego wieku, w tym samym stopniu służył w Home Guard, w 1940 roku tworząc oddział tej formacji w Chelsea. Do rezygnacji w 1942 roku był komendantem londyńskiej strefy Home Guard. Przy wsparciu Messrs Guinness zaangażował się w stworzenie Shamrock Club, przeznaczonego jako miejsce relaksu dla irlandzkich mężczyzn i kobiet, służących w armii brytyjskiej. W 1954 roku opublikował swoje wspomnienia pod tytułem Soldiering on.
Zmarł 18 marca 1963 roku w Londynie, po krótkiej chorobie.

## Życie prywatne
Jego żoną była Louisa Nora Lewes, córka generała majora H.C. Lewesa. Gough poślubił ją w 1898 roku. Mieli pięcioro dzieci, cztery córki i syna, który zmarł w dzieciństwie.

## Ordery i odznaczenia
Brytyjskie:
- Krzyż Komandorski Orderu Łaźni (1916)
- Królewski Order Wiktoriański II klasy (1917)
- Order św. Michała i św. Jerzego II klasy (1919)
- Wielki Krzyż Orderu Łaźni (1937)

Innych krajów, nadane podczas i po zakończeniu I wojny światowej:
- Order Legii Honorowej II klasy (Francja)[89]
- Order Orła Białego z mieczami (Rosja)[89]
- Order Leopolda (Belgia)[89]
- Croix de Guerre (Belgia)[91]
- Order Krzyża Wolności (Estonia)[92]